# Magne Johansen
Magne Johansen (Trondheim, 18 de enero de 1965) es un deportista noruego que compitió en salto en esquí.
Ganó una medalla de plata en el Campeonato Mundial de Esquí Nórdico de 1989, en la prueba por equipo. Participó en los Juegos Olímpicos de Albertville 1992, ocupando el séptimo lugar en la misma prueba.

## Palmarés internacional
| Campeonato Mundial | Campeonato Mundial | Campeonato Mundial | Campeonato Mundial |
| Año                | Lugar              | Medalla            | Prueba             |
| ------------------ | ------------------ | ------------------ | ------------------ |
| 1989               | Lahti (Finlandia)  | Medalla de plata   | TG por equipos     |